# Alkylidenschwefeldifluoride

Allgemeine Struktur der Alkylidenschwefeldifluoride

Alkylidenschwefeldifluoride ist die Gruppenbezeichnung für chemische Verbindungen, die eine Kohlenstoff-Schwefel-Doppelbindung enthalten und in denen der Schwefel zugleich zwei terminale Fluoratome trägt: >C=SF2.
In Alkylidenschwefeldifluoriden hat der Schwefel die Oxidationsstufe 0.
Rein formal sind Alkylidenschwefeldifluoride mit Thiothionylfluorid (S=SF2), Thionylfluorid (O=SF2) und den Schwefeldifluoridimiden (R-N=SF2) verwandt, da alle die terminale Gruppierung =SF2 im Molekül aufweisen.